# Faro de Fontes Pereira de Melo
El Faro de Fontes Pereira de Melo (en portugués: Farol de Fontes Pereira de Melo)  también conocido como «Faro da ponta de Tumba ou do Tumbo» (Farol da ponta de Tumba ou do Tumbo), o bien el Faro de Boi, es un faro que se localiza en la punta nordeste de la Isla de Santo Antão, junto a la población de Janela, a cerca de 10 km al sudeste de la Vila das Pombas, en el país africano de Cabo Verde.
Es una torre blanca octogonal con mampostería con una linterna y galería, y 16 metros de altura. En el anexo existe un edificio a nivel de la planta baja para cuidadores de faros.

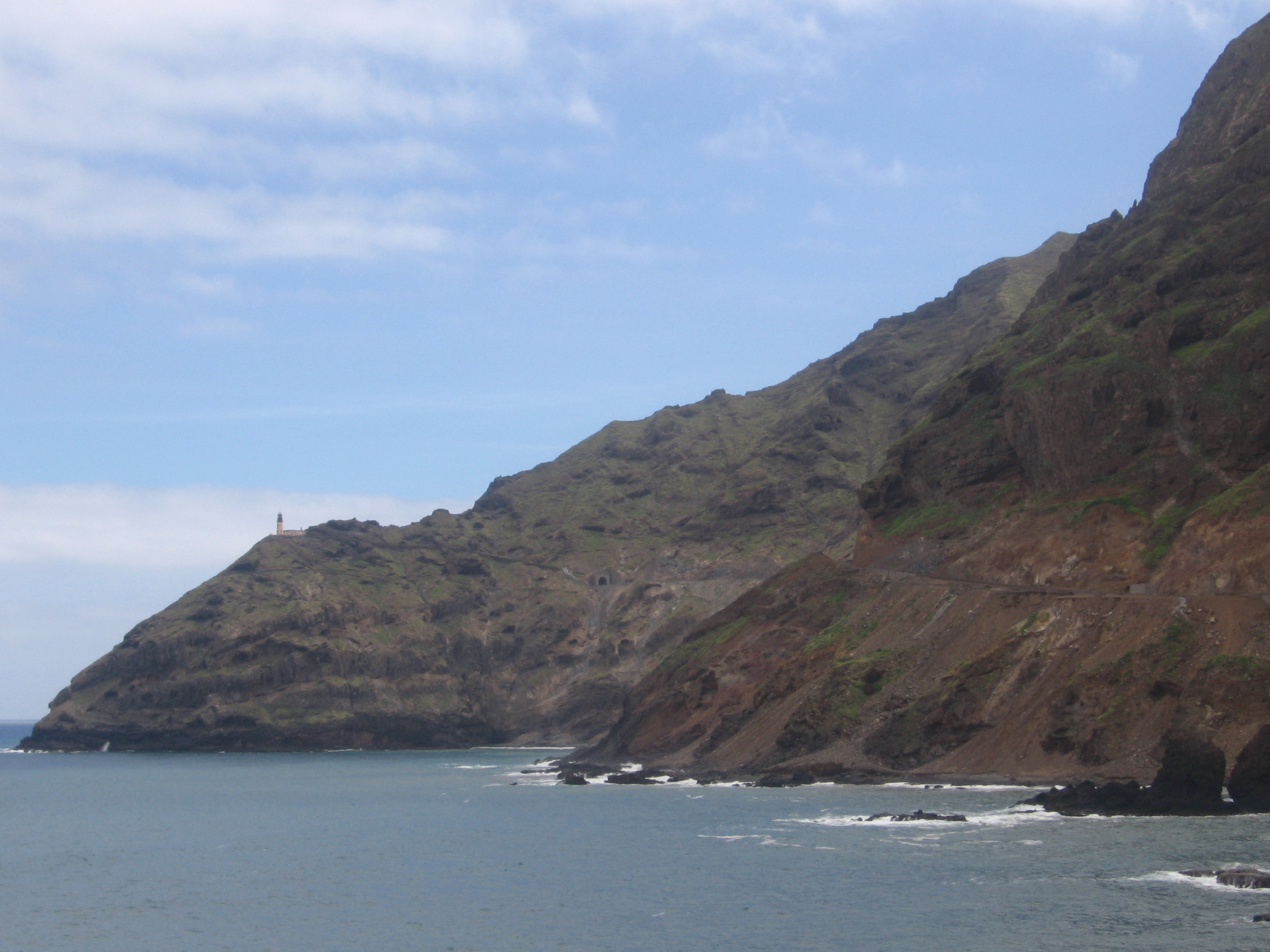